# Steinmauern

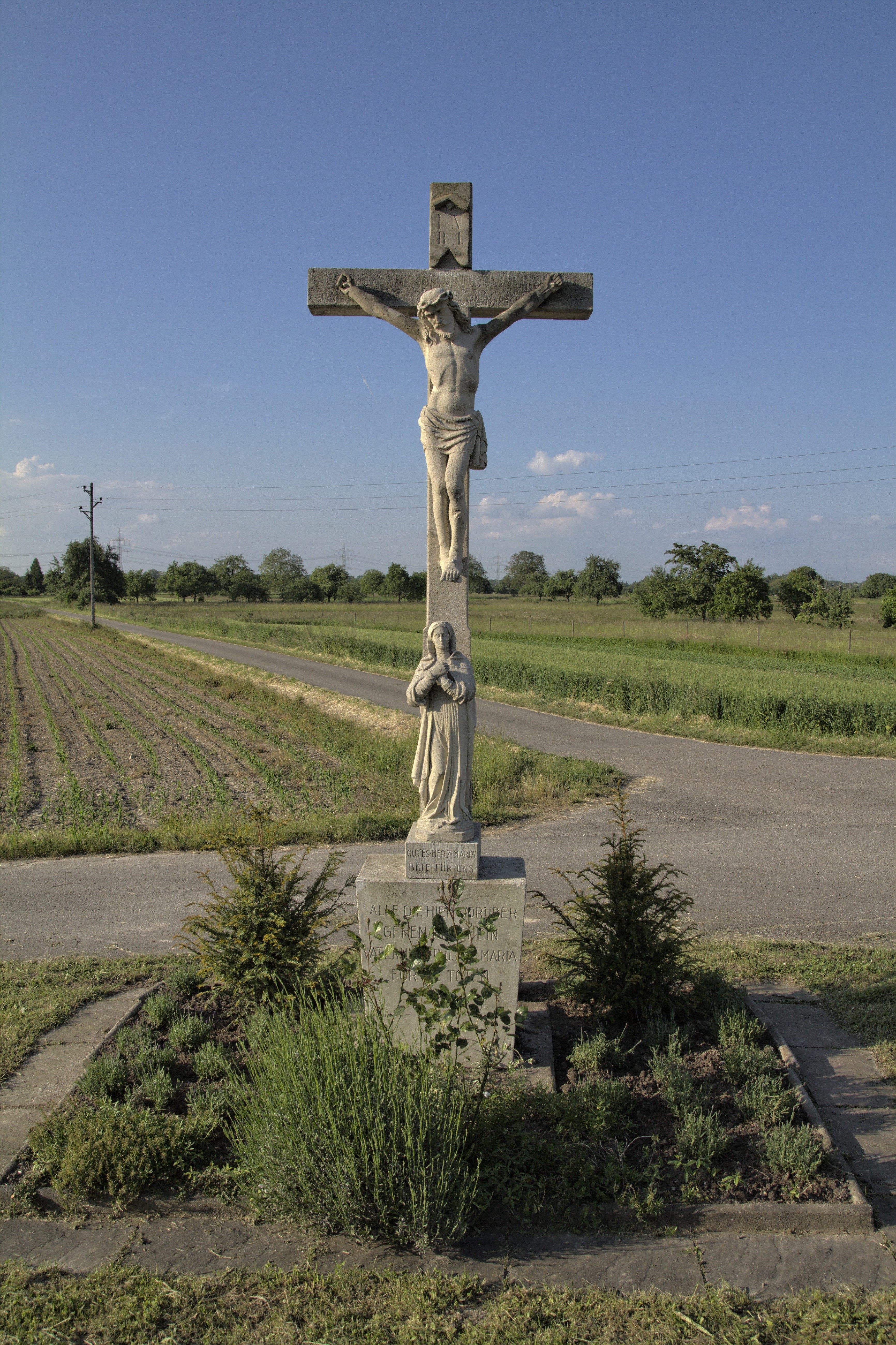
Steinmauern

Steinmauern – miejscowość i gmina w Niemczech, w kraju związkowym Badenia-Wirtembergia, w rejencji Karlsruhe, w regionie Mittlerer Oberrhein, w powiecie Rastatt, wchodzi w skład wspólnoty administracyjnej Rastatt. Leży ok. 4 km na północ od Rastatt i ok. 3 km na wschód od granicy z Francją.

## Współpraca
Miejscowość partnerska:
- Steinmaur, Szwajcaria